# جمعية أطلس
جمعية أطلس (بالإنجليزية: The Atlas Society)، هي منظمة أمريكية غير ربحية مصنفة وفق البند 501(3)(c)، تُعنى بالترويج لفلسفة آين راند. هي جزء من الحركة الموضوعية التي انشقت عن معهد آين راند عام 1990 بسبب خلافات حول ما إذا كانت الموضوعية نظامًا «مغلقًا» أم «مفتوحًا». ديفيد كيلي هو مؤسس الجمعية، وتشغل جينيفر غروسـمان منصب الرئيس التنفيذي الحالي لها.

## الخلفية
في أواخر ثمانينيات القرن العشرين، كان الفيلسوف ديفيد كيلي حاضرّا في معهد آين راند، الذي تأسس عام 1985 للترويج لفلسفة آين راند المعروفة بالموضوعية. وبعد خلافات مع مؤسس المعهد، ليونارد بيكوف، ورئيس مجلس إدارته، بيتر شوارتز، قطع المعهد علاقته بكيلي وحذّر الآخرين في الحركة الموضوعية من التعامل معه. وردًّا على ذلك، شارك كيلي، مع المستشار السابق للمعهد جورج والش، في تأسيس معهد الدراسات الموضوعية عام 1990، الذي أُعيدت تسميته لاحقًا إلى جمعية أطلس. تقدم الجمعية نفسها بديلًا أكثر انفتاحًا وتسامحًا مقارنة بالمعهد «الأرثوذكسي». ويُعد كل من المعهد والجمعية أبرز المنظمات الأمريكية الداعمة للموضوعية، مع أن الجمعية أصغر حجمًا وأقل تمويلًا من منافسها.
شملت أنشطة الجمعية إعداد مواد مكتوبة ومسموعة حول الموضوعية ودعم المجموعات الطلابية والمشاركة في وسائل الإعلام. تنظم أيضًا الجمعية في كل صيف مؤتمرًا سنويًا يُعرف باسم «الندوة الصيفية»، وكانت تصدر في السابق مجلة بعنوان ذا نيو إنديفيدجواليست. يقوم مشروع التاريخ الشفوي للحركة الموضوعية بإجراء مقابلات مسجلة مع أشخاص شاركوا في تاريخ الحركة.
عام 2011، تولّى آرون داي الإدارة التنفيذية التشغيلية للجمعية. في 1 مارس عام 2016، أعلنت الجمعية تعيين جينيفر غروسـمان رئيسة تنفيذية جديدة لها.

## التسمية
تأسست المنظمة باسم معهد الدراسات الموضوعية عام 1990. عام 1999، تغير اسمها إلى المركز الموضوعي. في العام ذاته، أنشأ المركز جمعية أطلس بوصفه مجموعةً مهتمة تستهدف الأشخاص الذين قرؤوا روايات آين راند لكنهم لم يكونوا على دراية بالأدبيات الأخرى المتعلقة بالموضوعية. في 5 يونيو 2006، أعلنت المنظمة قرارها «استخدام اسم جمعية أطلس بوصفه اسمنا الرسمي، ما سيساعدنا على الترويج لأفكارنا لقرّاء راند وكذلك للجمهور العام، مع الاحتفاظ باسم المركز الموضوعي لأنشطتنا الأكاديمية والعلمية المتخصصة».